# خرز الخصر
خرز الخصر هو نوع من المجوهرات التي ترتدى حول الخصر أو على الوركين والتي نشأت في غرب إفريقيا، وترتديها النساء تقليديًا كرمز للجمال والجنس والأنوثة والخصوبة والرفاهية أو النضج.